# Mesići
Mesići (cyr. Месићи) – wieś w Bośni i Hercegowinie, w Republice Serbskiej, w gminie Rogatica. W 2013 roku liczyła 27 mieszkańców.